# Adolfo Araiz
Adolfo Araiz Flamarique (Tafalla, 28 de diciembre de 1961) es un abogado y político español, actual diputado de Euskal Herria Bildu en el Parlamento de Navarra.

## Biografía
Adolfo Araiz se licenció en Derecho por la Universidad de Zaragoza en 1984 y se colegió como abogado en 1986, ejerciendo desde entonces esta profesión.
Fue concejal por Herri Batasuna (HB) en el ayuntamiento de Tafalla desde 1987 hasta 1991.
En las elecciones de 1991 resultó elegido parlamentario navarro por HB y en 1995 fue reelegido por la misma lista, ejerciendo el cargo hasta diciembre de 1997. Durante el tiempo en que fue parlamentario fue designado miembro de la representación navarra en la Comisión Negociadora del Convenio Económico con el Estado y de la Junta de Transferencias.
Fue miembro de la Mesa Nacional de HB entre los años 1991 y 1997, y en diciembre de este último año ingresó en prisión por una condena por colaboración con banda armada dictada por el Tribunal Supremo contra los 23 miembros de la Mesa Nacional que posteriormente sería anulada por el Tribunal Constitucional, permaneciendo encarcelado hasta el 20 de julio de 1999.
En 2001 se doctoró en Derecho por la Universidad Pública de Navarra. En 2002 obtuvo la plaza de gerente en la Mancomunidad de Sakana, siendo habilitado en 2005 como interventor de la misma. En septiembre de 2014 solicitó la excedencia voluntaria en dicho cargo debido a que fue designado cabeza de lista de la candidatura de Euskal Herria Bildu, a propuesta de Sortu, para concurrir a las elecciones al Parlamento de Navarra de mayo de 2015.